# GFW Global Championship (2015-2017)
El GFW Global Championship (Campeonato Global de GFW, en español) fue un campeonato mundial de lucha libre profesional creado y utilizado por la compañía estadounidense Impact Wrestling. El campeonato se creó el 23 de octubre de 2015, a partir de la creación de la compañía Global Force Wrestling por parte del fundador de la también compañía americana Impact Wrestling (antes conocida como Total Nonstop Action Wrestling) Jeff Jarrett. El último campeón fue Alberto el Patrón, quien ostentó el título cuando este fue unificado con el Campeonato Mundial Peso Pesado de Impact.

## Historia
Debido a la creación de la Global Force Wrestling, se decidió establecer campeonatos para dicha compañía. El 20 de abril de 2017, la GFW cerró sus operaciones pero el campeonato pasó a manos de Impact Wrestling ya que, ambas compañías eran de Jeff Jarrett.
El 22 de abril en Impact Wrestling, Alberto El Patrón se enfrentó a Magnus por el Campeonato Global de GFW, ganando dicho título. Como resultado, Alberto exigió una lucha por el Campeonato Mundial Peso Pesado de Impact de Lashley por lo que, se estableció una lucha entre Lashley y Alberto donde el ganador tendría tanto el Campeonato Mundial Peso Pesado de Impact como el Campeonato Global de la GFW. En Slammiversary XV, Alberto derrotó a Lashley, ganando ambos títulos y unificándolos.

## Lista de campeones
| Luchador          | N.º | Fecha                 | Días | Show o evento    | Notas                                                                                                   |
| ----------------- | --- | --------------------- | ---- | ---------------- | --- |
| Nick Aldis/Magnus | 1   | 23 de octubre de 2015 | 547  | GFW Amped        | Derrotó a Bobby Roode para definir al campeón inaugural. Durante su reinado, cambió su nombre a Magnus. |
| Alberto el Patrón | 1   | 22 de abril de 2017   | 71   | Impact Wrestling | |
| Unificado         | —   | 2 de julio de 2017    | —    | Slammiversary XV | Con el Campeonato Mundial Peso Pesado de Impact                                                         |

## Total de días con el título
| N.º | Campeón           | Reinados | Total de días |
| --- | ----------------- | -------- | ------------- |
| 1   | Nick Aldis/Magnus | 1        | 547           |
| 2   | Alberto el Patrón | 1        | 71            |